# Cutremurul din Komárom din 1763
Cutremurul din Komárom din 1763 a avut loc în sau în apropiere de orașul Komárom din comitatul Komárom al Regatului Ungariei pe 28 iunie 1763, între orele 5 și 6 dimineața. Se estimează că cutremurul a avut o magnitudine cuprinsă între 6,2 și 6,5 grade pe scara de magnitudine a momentului seismic. Este considerat cel mai puternic cutremur produs vreodată în Ungaria.

## Producerea cutremurului
Cutremurul din Komárom a fost un cutremur intraplăci din Bazinul Panonic produs pe linia tectonică Rába-Hurbanovo. Cutremurele din regiune sunt cauzate de deformarea rezultată din mișcarea Plăcii Adriatice către Placa Eurasiatică. Cutremurul din 1763 reprezintă aproximativ 80% din toate momentele seismice care au avut loc în zona Komárom începând din 1599. Din cauza lipsei instrumentelor de măsurare seismologică în 1763, mecanismul de producere și adâncimea cutremurului nu sunt cunoscute, deși cele mai multe cutremure din regiune se produc la adâncimi mai mici de 20 km.

## Victime și pagube

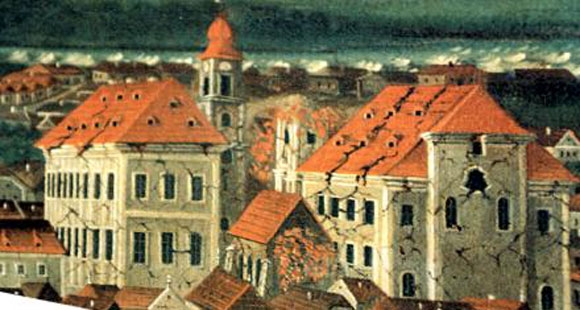
Detaliu al unei picturi contemporane care arată pagubele cauzate de cutremur orașului Komárom

În cutremur au murit 83 de persoane și alte 102 persoane au fost rănite. Pagubele produse în orașul Komárom au fost semnificative – rapoartele contemporane menționează că biserica iezuită nou construită și colegiul iezuit au fost puternic avariate, iar prăbușirea celor două turnuri a cauzat moartea mai multor oameni. Cele mai mari distrugeri au avut loc pe malul stâng al Dunării. Potrivit rapoartelor, 102 persoane au fost rănite, iar o treime din clădirile orașului s-au prăbușit: 7 biserici și 279 de case s-au prăbușit complet și alte 353 de case s-au prăbușit parțial, în timp ce doar 9% din clădiri au rămas intacte. Alte rapoarte indică faptul că a avut loc o lichefiere a solului din cauza cutremurului.

## Mențiuni culturale
Cutremurul este menționat de Mór Jókai în romanul Omul de aur (în maghiară Az arany ember) (1872), a cărui acțiune se petrece în primele decenii ale secolului al XIX-lea; autorul, care era originar din Komárom, precizează că nu se mai construiau clădiri cu etaj în acest oraș „din cauza cutremurului pustiitor din secolul trecut”.